# Pirttisaari (ö i Norra Savolax, Inre Savolax, lat 62,76, long 26,75)
Pirttisaari är en ö i Finland. Den ligger i sjön Niinivesi och i kommunen Rautalampi i den ekonomiska regionen  Inre Savolax ekonomiska region  och landskapet Norra Savolax, i den centrala delen av landet, 300 km norr om huvudstaden Helsingfors. Öns area är 0,3 hektar och dess största längd är 100 meter i sydöst-nordvästlig riktning.